# Karina Adsbøl
Karina Adsbøl, née le 28 novembre 1976 à Kolding (Danemark), est une femme politique danoise, députée au Folketing depuis 2011.

## Biographie
Engagée au sein du Parti populaire danois, elle est élue députée au Folketing sous les couleurs du mouvement lors des élections législatives du 15 septembre 2011. Après le scrutin, elle devient la porte-parole de son groupe parlementaire sur les questions de logement et de handicap.
Elle remporte un second mandat lors des élections législatives de juin 2015. Après le scrutin, elle devient porte-parole de son groupe pour l'égalité hommes-femmes, tout en gardant son rôle sur le handicap. Elle prend également la présidence du § 71-tilsynet, la commission parlementaire chargée du contrôle des mesures portant atteinte à la liberté individuelle. En mai 2016, elle prend également la présidence de la commission sur l'égalité hommes-femmes.
Elle est réélue pour un troisième mandat lors des élections législatives de 2019. Après le scrutin, elle devient la porte-parole de son groupe parlementaire sur les questions sociales et les personnes âgées.
En février 2022, elle fait partie des quatre députés du Parti populaire danois à quitter le mouvement, en protestation contre l'élection de Morten Messerschmidt à sa présidence. Après avoir siégé comme indépendante au Folketing pendant plusieurs mois, elle rejoint les Démocrates danois en août et est investie candidate par son nouveau parti aux élections législatives.
Elle remporte un quatrième mandat, cette fois-ci sous l'étiquette des Démocrates danois, lors des élections législatives anticipées du 1er novembre 2022. Après le scrutin, elle devient la porte-parole de son nouveau groupe parlementaire pour l'enfance, l'éducation et la famille, tout en devenant vice-présidente du Folketing. En janvier 2023, elle prend la présidence de la commission parlementaire sur l'enfance et l'éducation.
En janvier 2025, elle annonce qu'elle ne sera pas candidate à un nouveau mandat aux prochaines élections législatives.